# Distrikt Tápuc
Der Distrikt Tápuc liegt in der Provinz Daniel Alcides Carrión in der Region Pasco in Zentral-Peru. Der Distrikt wurde am 2. Januar 1857 gegründet. Er besitzt eine Fläche von 46,6 km². Beim Zensus 2017 wurden 2469 Einwohner gezählt. Im Jahr 1993 lag die Einwohnerzahl bei 2932, im Jahr 2007 bei 3976. Die Distriktverwaltung befindet sich in der 3675 m hoch gelegenen Ortschaft Tápuc mit 1666 Einwohnern (Stand 2017). Tápuc liegt 7 km ostnordöstlich der Provinzhauptstadt Yanahuanca.

## Geographische Lage
Der Distrikt Tápuc liegt im Andenhochland im Norden der Provinz Daniel Alcides Carrión. Er besitzt eine Längsausdehnung in Nord-Süd-Richtung von knapp 12 km sowie eine maximale Breite von etwa 6 km. Der Río Chaupihuaranga durchquert den Distrikt in nordöstlicher Richtung.
Der Distrikt Tápuc grenzt im Westen an den Distrikt San Pedro de Pillao, im Norden an den Distrikt San Miguel de Cauri (Provinz Lauricocha), im Nordosten an den Distrikt Páucar, im Osten an den Distrikt Chacayán, im Süden an den Distrikt Vilcabamba sowie im Südwesten an den Distrikt Yanahuanca.